# Recques-sur-Course
Recques-sur-Course település Franciaországban, Pas-de-Calais megyében. Lakosainak száma 268 fő (2022. január 1.). Recques-sur-Course Inxent, Estréelles, Attin, Bréxent-Énocq, Longvilliers és Montcavrel községekkel határos.

## Népesség
A település népessége az elmúlt években az alábbi módon változott:
| Lakosok száma | 283  | 288  | 290  | 279  | 275  | 273  | 272  | 270  | 268  |
|               | 2013 | 2015 | 2016 | 2017 | 2018 | 2019 | 2020 | 2021 | 2022 |